# تصادف آماری
در ریاضیات یک دنباله عددی تصادف آماری (انگلیسی: Statistical randomness) دارد اگر که هیچ الگو یا نظم قابل تشخیصی در آن نباشد. مثلاً دنبالهٔ نتایج یک تاس ایده‌آل یا ارقام اعشاری عدد پی از خود تصادف آماری به نمایش می‌گذارند.
تصادف آماری لزوماً به معنای تصادف «حقیقی» (که لازمهٔ آن پیش‌بینی‌ناپذیری است) نیست و در بسیاری موارد شبه‌تصادفی بودن بسنده می‌کند. بنابر نظریه رمزی، چیزهایی که «به‌اندازهٔ کافی» بزرگ باشند لزوماً شامل یک زیرساختار هستند و تصادفی نیستند.